# Liolaemidae
Liolaemidae là một họ thằn lằn dạng kỳ nhông (Iguania) ở Nam Mỹ. Theo truyền thống, nhóm thằn lằn này được gộp trong họ Iguanidae như là phân họ Liolaeminae hoặc tông/phân nhánh Liolaemini của phân họ Tropidurinae; hoặc phân họ Liolaeminae của họ Tropiduridae. Năm 2001, nó được nâng cấp thành họ .

## Phân loại
Khi được công nhận, họ này bao gồm 3 chi với 286 loài, trong đó khoảng 85% số loài thuộc về chi Liolaemus:
- Ctenoblepharys – 1 loài Ctenoblepharys adspersa ở Peru.
- Liolaemus –244 loài kỳ nhông cây. Loài Liolaemus magellanicus là loài thằn lằn sống xa nhất về phía nam trên thế giới, với sự hiện diện tại khu vực Tierra del Fuego.
- Phymaturus –41 loài tại khu vực Andes tới Patagonia ở Nam Mỹ. Được chia thành 2 dòng riêng biệt, có lẽ là hai nhánh trong chi. Dòng thứ nhất chủ yếu sinh sống ở phía bắc khu vực phân bố trong khu vực miền núi với độ cao lên tới 4.800m. Dòng thứ hai chủ yếu sinh sống tại Patagonia ở độ cao dưới 2.000 m.

## Phát sinh chủng loài
Cây phát sinh chủng loài do Pyron et al. (2013) đưa ra như sau:
|  | Ctenoblepharys                                           |
|  |                                                          |
|  | \| \| Phymaturus \| \| \| \| \| \| Liolaemus \| \| \| \| |
|  |                                                          |
|  | Phymaturus                                               |
|  |                                                          |
|  | Liolaemus                                                |
|  |                                                          |

|  | Phymaturus |
|  |            |
|  | Liolaemus  |
|  |            |